# Latcho Drom – Gute Reise
Latcho Drom – Gute Reise ist ein 1993 produzierter Film des aus Algerien stammenden französischen Regisseurs Tony Gatlif. Der Film thematisiert die „Reise der Zigeuner“, gemeint ist die mutmaßliche Migration der Roma von Indien bis nach Nordafrika und Europa. Latcho Drom ist ein Ausdruck auf Romani und bedeutet so viel wie „Gute Reise“.
Der Film verzichtet vollständig auf Dialoge oder schauspielerische Darbietungen. Einzige Stilmittel sind die so verstandene Musik der Roma und ihre Ausprägungen, die diese Musik in den jeweiligen Ländern erfahren haben soll, in denen einzelne Romastämme sesshaft geworden seien. Latcho Drom basiert auf dem geläufigen Herkunftsmythos der Roma und bestätigt die populäre Annahme einer angeblich stilistisch konsistenten „Zigeunermusik“ im Rahmen einer Weltmusik. Die Darsteller sind allesamt professionelle oder Laienmusiker. Zuvor unbekannte Gruppen wurden durch ihre Mitwirkung in dem Film populär und zu gefragten Teilnehmern bei Weltmusikfestivals.

## Handlung
Der Film umfasst acht Episoden, die einzelnen Ländern zugeordnet sind. In jeder Episode werden ein oder mehrere Lieder oder Musikstücke von Romamusikern dargeboten. Der Film beginnt in der Wüste Rajasthans, dem mutmaßlichen Ursprungsort des Romavolks, führt weiter über Ägypten und die Türkei. 
In der Episode, die in Rumänien spielt, tritt die Musikgruppe Taraf de Haïdouks auf. Die darauffolgende Episode führt nach Ungarn und in die Tschechoslowakei. Die französische Episode spielt überwiegend in Les Saintes-Maries-de-la-Mer. Dort geben Dorado Schmitt und sein Cousin Tchavolo Schmitt mehrere Gypsy-Jazz Stücke zum Besten.
Der Film endet im spanischen Badajoz, wo zunächst mehrere Flamencostücke gespielt werden. Den Film beschließt die Sängerin La Caita mit dem Lied El pajaro negro („Der schwarze Vogel“).